# Sandra Gronert
Sandra Gronert (12 de octubre de 1977) es una deportista alemana que compitió en lucha libre. Ganó una medalla de bronce en el Campeonato Europeo de Lucha de 1996, en la categoría de 65 kg.

## Palmarés internacional
| Campeonato Europeo | Campeonato Europeo | Campeonato Europeo | Campeonato Europeo |
| Año                | Lugar              | Medalla            | Categoría          |
| ------------------ | ------------------ | ------------------ | ------------------ |
| 1996               | Oslo (Noruega)     | Medalla de bronce  | 65 kg              |